# Операція «Скай монітор»
Операція «Скай монітор» (англ. Operation Sky Monitor) — місія НАТО з відстеження несанкціонованих польотів в повітряному просторі Боснії і Герцеговини під час Боснійської війни. Операція почалася у відповідь на резолюцію Ради Безпеки ООН 781, яка встановила заборону використання військових літаків в боснійському повітряному просторі і запросила допомогу у країн-членів у контролі за дотриманням цієї заборони.
Починаючи з 16 жовтня 1992 року, НАТО відстежувала порушення безпольотної зони, використовуючи літаки E-3 Sentry системи АВАКС НАТО, що базувалися в Німеччині, Італії, Греції та Великій Британії. Операція задокументувала більше 500 порушень безпольотної зони до квітня 1993 року. У відповідь на такий високий обсяг несанкціонованих польотів Рада Безпеки прийняла резолюцію 816, яка дозволила НАТО забезпечувати дотримання безпольотної зони та вживати заходів проти порушників. Відповідно, НАТО 12 квітня 1993 року завершило операцію «Скай монітор», зосередивши сили на новій операції «Денай флайт».

## Передумови
25 вересня 1991 року, на початку югославських воєн, Рада Безпеки ООН прийняла резолюцію 713, яка встановила «загальне і повне ембарго на всі поставки зброї та військової техніки до Югославії», з метою зниження рівня насильства і кровопролиття по всій країні. У травні 1992-го Рада Безпеки знову підтвердила ембарго в резолюції 757, додавши дозвіл військово-морським силам контролювати дотримання ембарго на поставки. У резолюції 757 Рада також закликала держави «не давати дозволу будь-якому літаку на зліт, посадку або проліт над своєю територією, якщо він здійснює посадку або вилетає з території Союзної Республіки Югославії», створивши прецедент для подальших заходів в повітряному просторі.
У відповідь на резолюцію 757 НАТО почала виконувати свої перші операції від імені ООН 16 липня 1992 року, а саме операцію «Маритайм монітор», яка відстежувала порушення резолюцій Ради Безпеки суднами. В рамках «Маритайм монітор» НАТО направила літаки дальнього радіолокаційного стеження E-3 Sentry для контролю морських перевезень в регіоні. Ці літаки в ході операції здійснили понад 200 бойових вильотів.
9 жовтня 1992 року Рада Безпеки прийняла резолюцію 781. В резолюції Рада Безпеки висловила стурбованість у зв'язку з використанням авіації воюючими сторонами у Боснійській війні і встановила офіційну «заборону на військові польоти в повітряному просторі Боснії і Герцеговини». Вона також закликала держави-члени допомогти Силам Організації Об'єднаних Націй (UNPROFOR) у моніторингу «дотримання заборони на військові польоти». Незабаром після цього, 15 жовтня, літаки НАТО, що діяли в рамках операції «Маритайм монітор», почали відстежувати польоти над Боснією для ООН. Найважливішою метою цієї місії було вести спостереження з метою визначити, чи дійсно різні сторони в конфлікті дотримувалися режиму безпольотної зони ООН. Наступного дня, 16 жовтня, офіційно почалася операція «Скай монітор» і літаки НАТО розширили їх моніторинг на траєкторії польоту над Адріатикою.

## Операція
В ході операції «Скай монітор» літаки працювали у двох «орбітах»: одна над Адріатикою, створена 16 жовтня, а друга над Угорщиною, створена з дозволу угорського уряду 31 жовтня. Обидві ці орбіти працювати 24 години на добу, забезпечуючи постійне спостереження за боснійським повітряним простором. Перший політ над Угорщиною 31 жовтня став важливою віхою в історії НАТО, оскільки це була «перша операційна місія в країні колишнього Варшавського договору» для альянсу. Що більш істотно, Угорщина погодилася, що якби літаки НАТО були б атаковані в її повітряному просторі, угорські ВПС надали б підтримку винищувачами МіГ-21. Ця підтримка не знадобилася жодного разу, але це стало ще однією важливою віхою, фактичним військовим співробітництвом між НАТО та колишнім Варшавським договором.
До операції «Скай монітор» спочатку були залучені літаки дальнього радіолокаційного стеження з авіабази НАТО в Гайленкірхені в Німеччині, пізніше також почали використовуватися авіабаза Авіано в Італії, Превеза в Греції та Трапані в Італії. У міру розширення операції також були задіяні 8-а ескадрилья Королівських ВПС Великої Британії і французька ескадрилья E-3F на авіабазі Авор. Всі ці сили НАТО були передані під керівництво союзних військ Південної Європи, якими командував адмірал Джеремі Бурда з ВМС США. Одинадцять країн НАТО надали персонал та літаки для операції: Бельгія, Канада, Данія, Німеччина, Греція, Італія, Нідерланди, Норвегія, Португалія, Туреччина і США.
Правила застосування сили в операції «Скай монітор» були дуже суворими. Оскільки метою операції було відстежувати несанкціоновані польоти, а не запобігати ним, залучені літаки мали право використовувати силу тільки в цілях самозахисту. Крім того, відповідно до правил ведення бойових дій, сили НАТО мали ухилятися в разі нападу, а не вживати заходів проти противника, якщо це було можливо. В результаті, жодна сила НАТО не вступала в бій під час операції.
«Скай монітор» задокументував багато порушень режиму безпольотної зони, найбільш значуще з яких сталося в березні 1993 року, коли сербська авіація розбомбила два мусульманських селища. Це порушення, перше «бойове порушення» безпольотної зони, привело до закликів до НАТО активно забезпечувати режим зони, а не просто відстежувати його дотримання.

## Результати

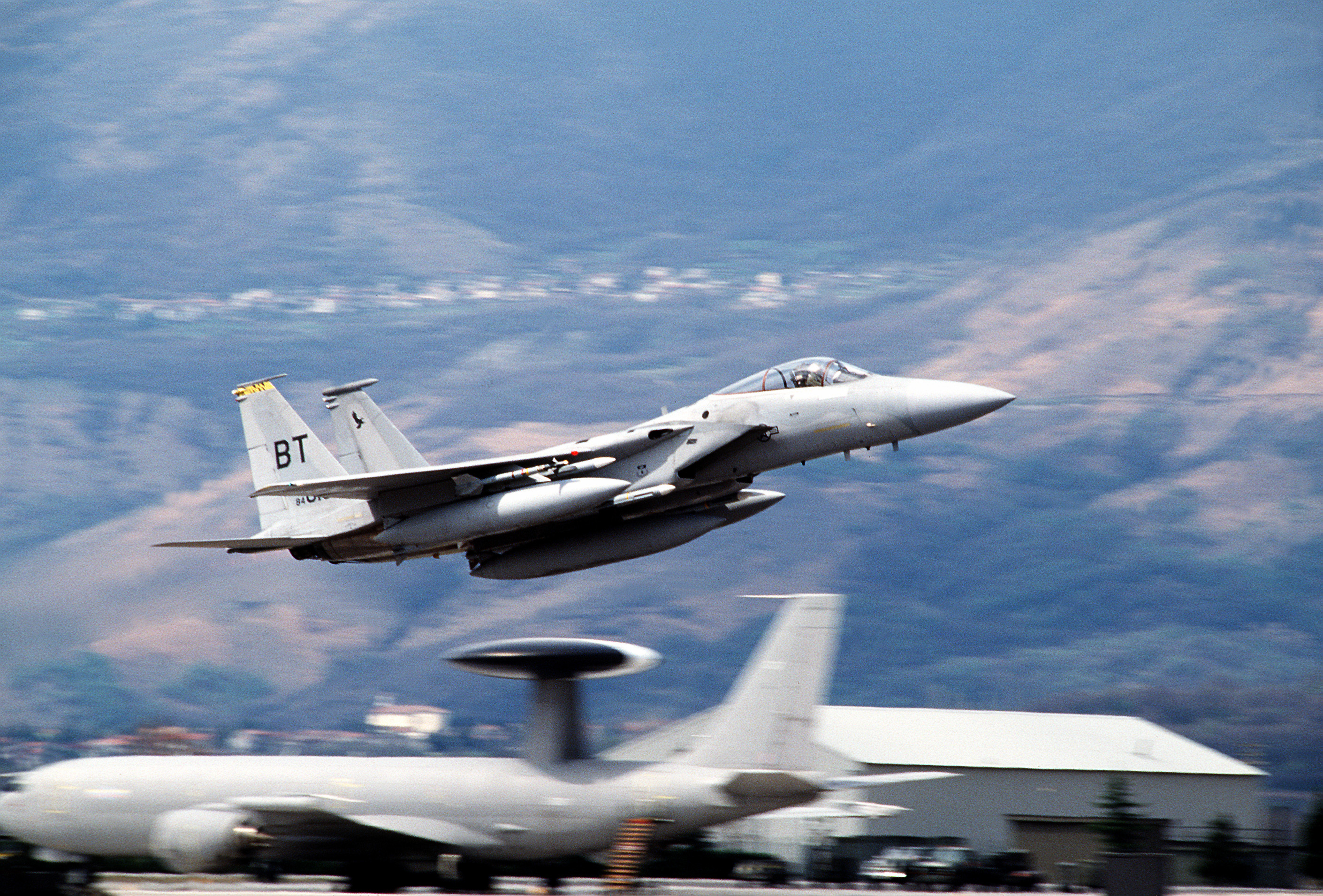
Американський F-15C злітає для забезпечення дотримання безпольотної зони в ході операції «Денай флайт»

На початку квітня 1993 року НАТО задокументувало більше 500 порушень режиму безпольотної зони над Боснією, в тому числі порушення з усіх сторін конфлікту. Однак з цих численних порушень НАТО задокументувало тільки одне, яке організація визначила «бойовим вильотом». Хоча більшість порушень не були бойовими вильотами, НАТО ще до кінця операції вирішило, що заборона ООН є неефективною. 18 грудня 1992 року члени НАТО проголосували за забезпечення дотримання режиму безпольотної зони за допомогою військової сили, якщо ООН це запросить. Ця ескалація участі НАТО також отримала вирішальну підтримку обраного президента США Білла Клінтона в грудні, коли він повідомив пресі, що він «виступає за забезпечення режиму безпольотної зони».
ООН закликала НАТО використовувати силу у відповідь на «грубі порушення заборони військових польотів в повітряному просторі Боснії і Герцеговини» у резолюції 816 Ради Безпеки 31 березня 1993 року. Ця резолюція уповноважувала держави-члени ООН «вживати всіх необхідних заходів» для того, щоб «забезпечити дотримання» безпольотної зони. У результаті цієї нової резолюції НАТО завершило операцію «Скай монітор» та почало операцію «Денай флайт» 12 квітня 1993 року. В рамках нової операції сили НАТО продовжили стежити і документувати несанкціоновані польоти, але вони також були уповноважені забезпечувати режим зони і вживати заходів проти порушників у разі потреби.
Операція «Скай монітор» була першою з багатьох повітряних операцій НАТО на Балканах, в тому числі більш значних «Обдумана сила» та «Союзна сила». «Скай монітор» також була першою зовнішньою повітряною операцєю НАТО і одною з її перших спільних місій з ООН. Таким чином, вона встановила прецедент для майбутньої співпраці між НАТО і ООН, заснованій на моделі, де сили НАТО використовують свої переважаючі технічні знання для допомоги ООН в реалізації її більш широкої місії. «Скай монітор» також зробила вплив на військову політику, оскільки операція довела корисність E-3 Sentry для моніторингових місій в різних умовах.